# Antonio de Raya Navarrete
Antonio de Raya Navarrete (Baeza; 1536 -Cuzco; 28 de julio de 1606) fue el séptimo obispo de la diócesis de Cuzco (1594-1606).

## Biografía
Colegial de San Clemente de Bolonia, fue doctor y rector de ese centro, maestrescuela de la Iglesia de Jaén, Inquisidor de Cerdeña, Lerena, Granada y Valladolid; siendo obispo pidió que le nombraran un auxiliar y volvió a España en 1606. Durante su pontificado dispuso la fundación en la ciudad del Cusco del Real Colegio Seminario de San Antonio Abad (1598).

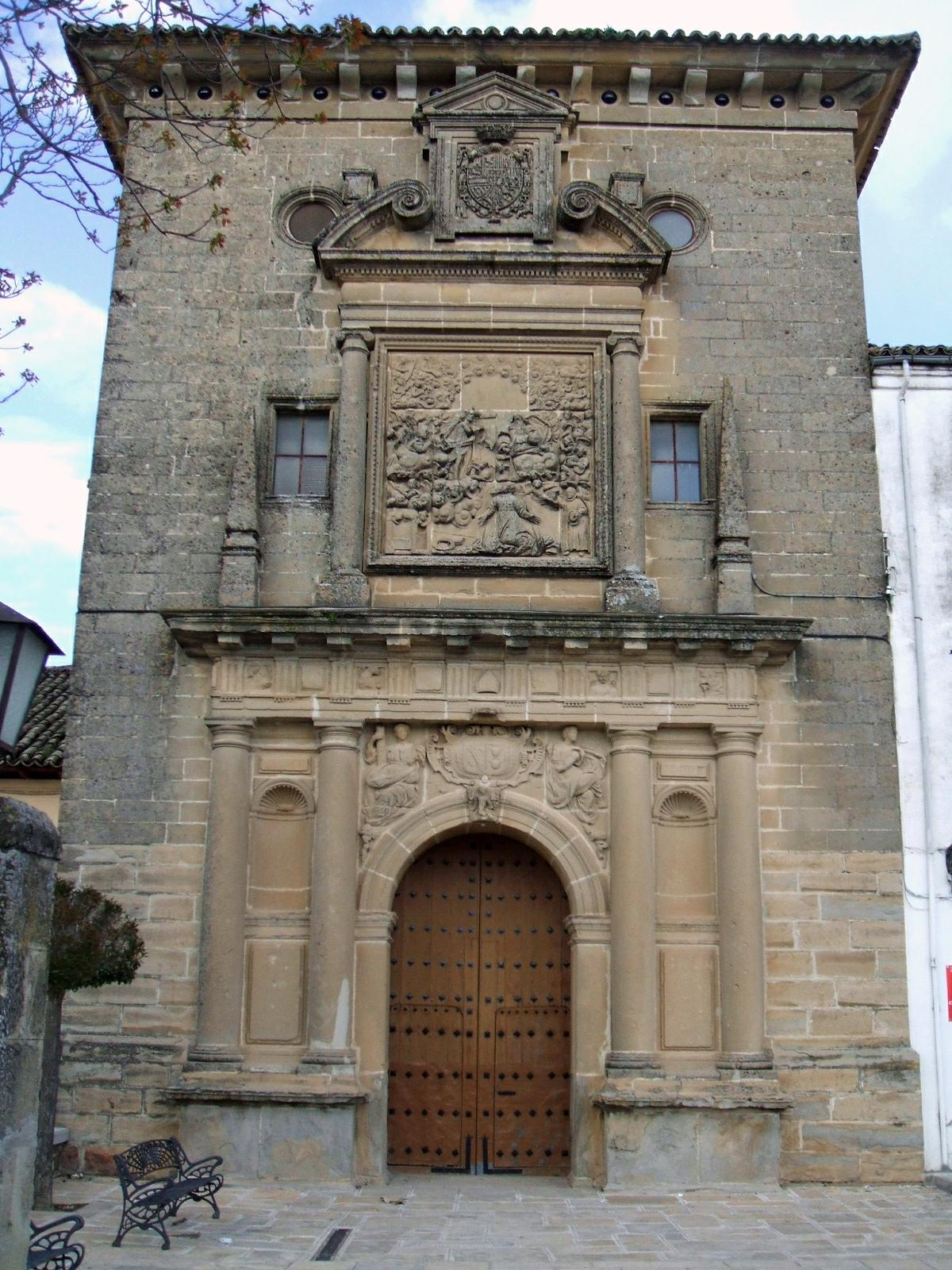
Fachada de la capilla de San Ignacio: lugar de enterramiento de Antonio de Raya

## Mecenazgo en la ciudad de Baeza
- A finales del siglo xvi, el obispo Raya comienza a costear una suntuosa fábrica renacentista rodeando, por tres de sus lados, la vieja parroquia gótico-mudéjar de El Salvador, donde había sido bautizado, con la intención de reemplazarla por el nuevo templo. La obra nunca llegó a culminarse y permanece inconclusa, integrada hoy en el templo parroquial a modo de patio.

- Por otro lado, a comienzos del siglo xvii también aportó la importante suma de 40 000 ducados para la construcción del recién comenzado seminario de la Compañía de Jesús bajo la advocación de San Ignacio, consiguiendo la Compañía unas instalaciones reputadas como de las mejores de Andalucía.[3] El obispo, una vez fallecido, fue trasladado a Baeza y sepultado en la capilla del centro, única edificación aún conservada una vez demolido el convento a resultas de la desamortización. La figura del obispo Raya queda patente en el templo a través de la reiteración de su escudo prelaticio y de su representación en el relieve monumental de la fachada, en cuyo ángulo inferior derecho aparece de pie y expectante, sosteniendo un báculo en la mano derecha y un sombrero en la izquierda, mientras presencia el éxtasis de San Ignacio que, de rodillas, es arrobado por una visión de la Trinidad.

### Citas
1. ↑  de Alcedo, Antonio (1789). Diccionario geográfico-histórico de las Indias Occidentales ó América: es á saber: de los Reynos del Perú, Nueva España, Tierra Firme, Chile y Nuevo Reyno de Granada. Con la descripción de sus provincias, naciones, ciudades, villas, pueblos, ríos, montes, costas, puertos, islas, arzobispados, obispados, audiencias, vireynatos, gobiernos, corregimientos, y fortalezas, frutos y producciones; con expresión de sus descubridores, conquistadores y fundadores: conventos y religiones: erección de sus catedrales y obispos que ha habido en ellas: y noticia de los sucesos más notables de varios lugares: incendios, terremotos, sitios, é invasiones que han experimentado: y hombres ilustres que han producido 5. Madrid: en la Imprenta de Benito Cano. Consultado el 6 de septiembre de 2017.
2. ↑  «Historia». Hotel Monasterio Cusco. Consultado el 9 de septiembre de 2017.
3. ↑  En 1798 el claustro de la universidad decía con celos que la casa de San Ignacio era mayor que la de la Universidad..